# Place de Finlande
La place de Finlande est une voie située dans le 7e arrondissement de Paris en France.

## Situation et accès
Voie publique, elle est située dans le 7e arrondissement, à proximité immédiate de l'esplanade des Invalides, entre la voie principale du quai d'Orsay (au nord) et la contre-allée de celui-ci (au sud), la rue Fabert (à l'est) et le boulevard de La Tour-Maubourg (à l'ouest).

## Origine du nom

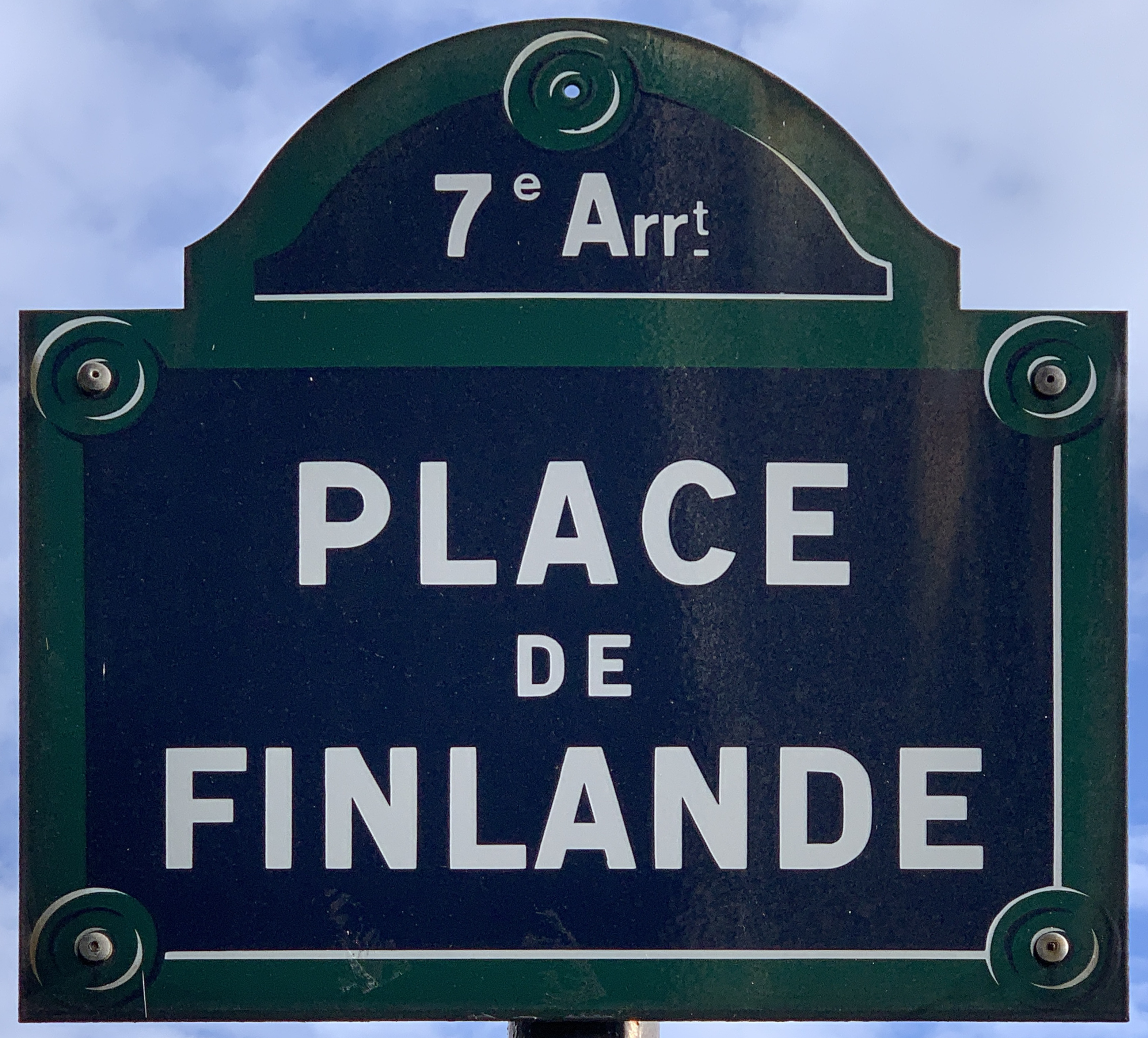
Plaque de la place.

Elle porte le nom de la Finlande, État d'Europe du Nord et membre de l'Union européenne.

## Historique
Cette place fut ainsi nommée à la suite d'une demande de l'ambassade de Finlande qui s'était installée dans un immeuble donnant sur cette place en 1961. Le Conseil de Paris décida donc de nommer ce lieu « place de Finlande » en juillet 1962. Le président de la Finlande, Urho Kekkonen, en visite officielle en France, inaugura la place.
L'adresse de l'ambassade n'est devenue « 1, place de Finlande » qu'en 1997. C'est le seul bâtiment numéroté de la place. En 2006, l’arrêt de bus situé au niveau de la place a été nommé Place de Finlande - Pont des Invalides.